# Mukura Victory Sports FC
Mukura Victory Sports et Loisirs Football Club eller Mukura Victory Sports FC är en fotbollsklubb från staden Butare i Rwanda som grundades 1 maj 1963.

## Meriter
- Cupen (5): 
1978, 1986, 1990, 1992, 2018 [2]

## Placering tidigare säsonger
Premier liga (sedan 2017)
| Säsong  | Nivå | Liga         | Placering | Referens | Notering |
| ------- | ---- | ------------ | --------- | -------- | -------- |
| 2017/18 | 1    | Premier liga | 13        | [ 3 ]    |          |
| 2018/19 | 1    | Premier liga | 3         | [ 4 ]    |          |
| 2019/20 | 1    | Premier liga | 4         | [ 5 ]    |          |
| 2020/21 | 1    | Premier liga | X         | [ 6 ]    | pandemin |
| 2021/22 | 1    | Premier liga | 5         | [ 7 ]    |          |
| 2022/23 | 1    | Premier liga | 6         | [ 8 ]    |          |
| 2023/24 | 1    | Premier liga | 4         | [ 9 ]    |          |
| 2024/25 | 1    | Premier liga | 5         | [ 10 ]   |          |